# Kunkur, Kundgol
Kunkur là một làng thuộc tehsil Kundgol, huyện Dharwad, bang Karnataka, Ấn Độ.